# Helena Szafran
Helena Szafran (ur. 21 października 1888 w Poznaniu, zm. 17 lutego 1969 tamże) – polska botaniczka, działaczka ochrony przyrody.

## Życiorys
Jej rodzicami byli Ignacy Szafran, rzemieślnik, oraz Walentyna z domu Radzimska. W 1904 ukończyła szkołę średnią i od 1907 zaczęła pracować w buchalterii. Od 1913 w Związku Stowarzyszeń Kobiet Pracujących działała w oświacie oraz w harcerstwie do wybuchu II wojny światowej. Ukończyła kurs pedagogiczny i od 1919 pracowała w poznańskim szkolnictwie podstawowym i średnim. W latach 1922–1926 studiowała biologię na Uniwersytecie Poznańskim. Od 1928 pracowała w ochronie przyrody. W 1932 doktoryzowała się na podstawie pracy Przyczynki do historii badań flory poznańskiej. W Inowrocławiu w latach 1937–1947 (z przerwą podczas okupacji hitlerowskiej) pracowała jako przełożona Państwowego Liceum Pedagogicznego. W 1947 w Zakładzie Ochrony Przyrody i Uprawy Krajobrazu UP została adiunktem. Prowadziła zajęcia dydaktyczne oraz działalność naukową. We wrześniu 1960 przeszła na emeryturę. W 1961 habilitowała się na podstawie pracy Poznań i okolica (1959). 
W Poznaniu Helena Szafran była inicjatorką utworzenia dwóch rezerwatów dydaktycznych Malta i Zieliniec. Była działaczką w zarządzie poznańskiej Ligi Ochrony Przyrody. Była współautorką projektu rozporządzenia o utworzeniu Wielkopolskiego Parku Narodowego, a w latach 1960–1967 pełniła funkcję przewodniczącej jego Rady Naukowej. Była autorką około 100 prac o tematyce ochrony przyrody, historii botaniki w Wielkopolsce oraz dydaktyki szkolnej.
Była niezamężna. 
Została pochowana na Cmentarzu Junikowo w Poznaniu.

## Upamiętnienie
W 1973 jej imieniem nazwano ulicę w Poznaniu a w 2023 w pobliskich Plewiskach.
Była jedną z bohaterek wystawy Mądrość, odwaga i entuzjazm. Pierwsze Uczone Uniwersytetu Poznańskiego (1919–1939).